# Иберийское схематическое искусство

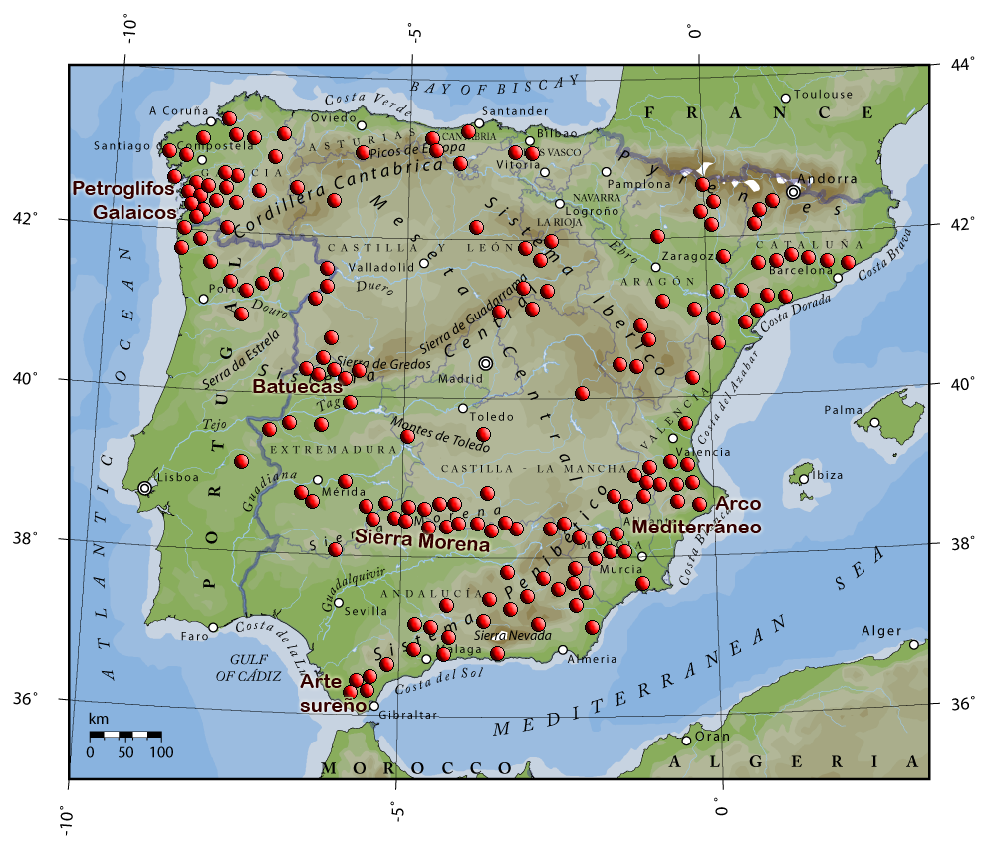
Распространение схематического искусства на Иберийском полуострове.

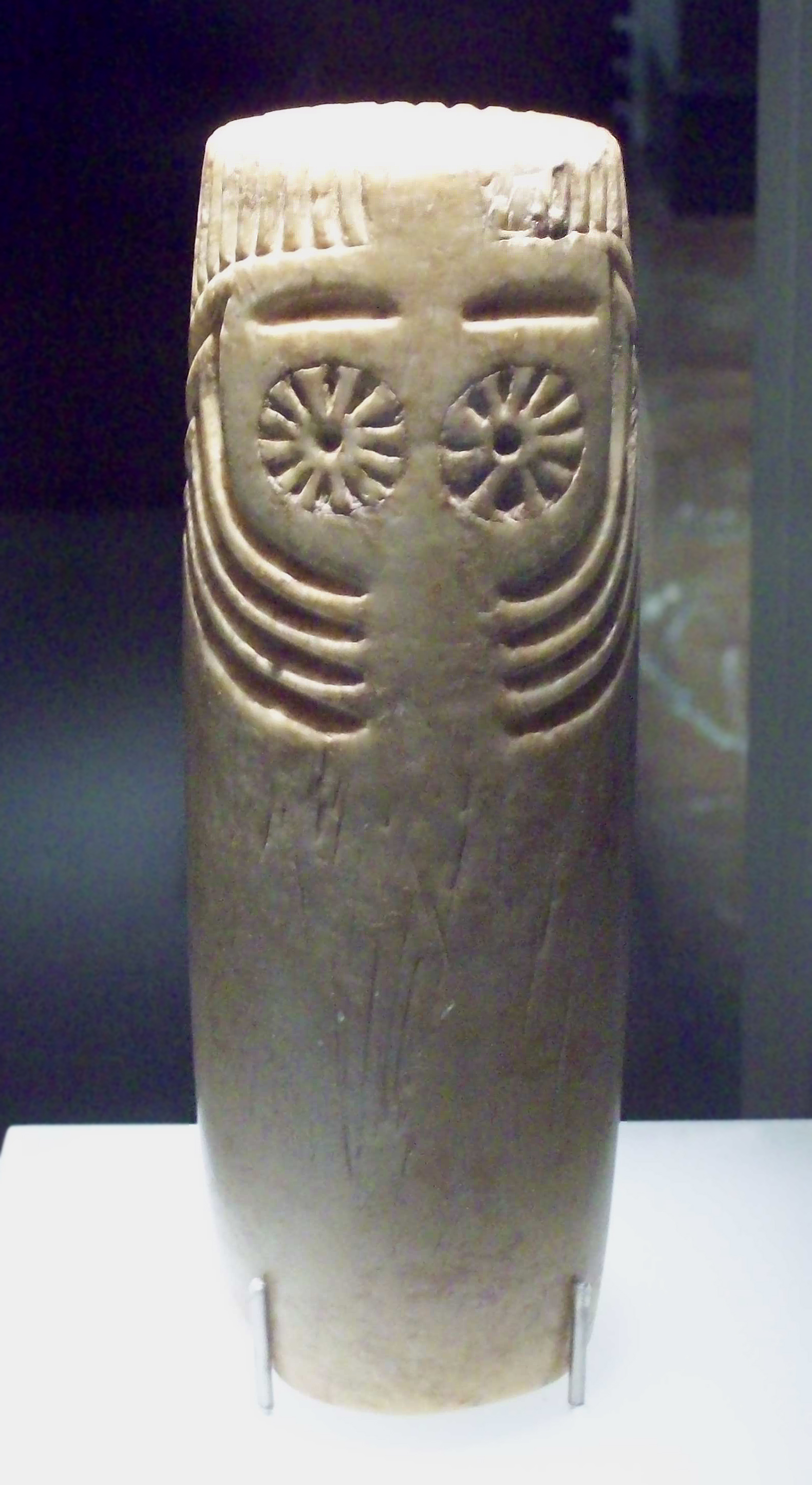
Идол с глазами из Эстремадуры, (альмерийская культура, Национальный археологический музей Испании, Мадрид).

Иберийское схематическое искусство — большая группа доисторических изображений, в основном пещерных рисунков, обнаруженных на Иберийском полуострове и относящихся к первым металлургическим культурам полуострова (в ряде мест даже до начала железного века). Хронология иберийских схематических изображений остаётся спорной, однако большинство археологов относят их к периоду 4-1 тыс. до н. э. В ряде мест последние образцы схематического искусства сосуществовали с ранней стадией левантийского искусства.
Основной характеристикой данного искусства, как видно из названия, является его схематизм, то есть изображение лишь базовых фрагментов или очертаний, без деталей. Иногда изображения настолько абстрактны (в противоположность реалистичным доисторическим изображениям в пещерах Испании эпохи палеолита), что их невозможно сопоставить с реальными объектами.
Схематизм в тот период не был характерен только для Испании, но распространился по всему Средиземноморью.